# 白石会議
白石会議（しろいしかいぎ）は、戊辰戦争の時に、奥羽越列藩同盟を結成するきっかけになった白石城で開かれた会議のことである。白石列藩会議とも言う。

## 経緯

### 奥羽列藩への招請
慶応4年3月23日、奥羽鎮撫総督府は仙台到着後、仙台藩に対し、強硬に会津藩討伐を催促し、仙台藩は会津藩境まで出兵したものの、本気で戦うつもりはなく、会津藩の謝罪歎願を奥羽鎮撫総督府に周旋するために、米沢藩とともに会津藩との交渉を優先していた。　再三に渡って、会津藩と降伏条件を交渉したが、謀主の首級は出せないという会津藩の態度は変わらず、これ以上の進展はないと見た仙台藩首脳は奥羽列藩重臣に参集を求め、列藩の力で会津の歎願を薩長政府に認めさせる戦略をとることになった。 そこで、閏4月4日仙台藩の家老但木土佐・坂英力、米沢藩の家老竹股美作・千坂太郎左衛門、四家老の名で「会津降伏謝罪の歎願申出あるに付、評議致したく、ついては重臣を白石陣所まで出張されたし。」という列藩会議への招請状を東北諸藩に発した。

### 閏4月11日夕刻、白石城での列藩会議[4]
・出席藩　
仙台・米沢・二本松・湯長谷・棚倉・亀田・中村・山形・福島・上ノ山・一ノ関・矢島・盛岡・三春　以上１４藩代表３３名（他の藩はまだ到着していない）
・会議内容
仙台藩家老但木土佐より会津藩から歎願の周旋以来が仙米両藩にあったこと、
それに基づき鎮撫総督に歎願書を差し出したいこと、したがって各藩の意見を伺いたいこと。　もし異論がないなら、さっそく歎願書を差し出し、謝罪歎願の周旋に移りたい旨の説明があり、各藩異論なく、歎願書への連名加入を異口同音に願い出た。

### 歎願書（三通）提出
閏4月12日に仙台藩主伊達慶邦・米沢藩主上杉斉憲が奥羽鎮撫総督府総督九条道孝を訪ね、直々に歎願書三通
を手渡した。
・「会津藩重臣連署」（西郷頼母・梶原平馬・一瀬要人）
・「仙米両藩主連署」（仙台藩主伊達慶邦・米沢藩主上杉斉憲）
・「奥羽諸藩重臣連署」（仙台藩士坂英力・米沢藩士千坂太郎左衛門ら１７名）を手渡した。

### 歎願書却下
九条総督は歎願書を受け取った際に理解を示したが、独断では判断できないから、一応預かっておくと言って、ひとまず受け取った。　
だが、一方で会津藩は、閏4月15日に総督府へ文書で「謝罪仕間敷覚悟」（謝罪をするつもりはない覚悟）と返答した 。その結果として、下参謀世良修蔵の強硬な反対によることが明らかな「会津は天地に入るべからざる罪人だから許されない、早々に討ち入るべし」という内容の返答を閏4月17日に出して、総督府として歎願書を却下した。

### 奥羽列藩同盟の結成
歎願書却下と仙台藩士らが奥羽鎮撫総督府下参謀世良修蔵を暗殺したことで、奥羽諸藩は奥羽鎮撫総督府を交渉相手とすることは出来なくなり、鎮撫総督府との決別が決定的となった。　
そこで、奥羽諸藩連名で朝廷―太政官に直接、建白書を提出することになり、5月3日に奥羽列藩同盟が成立した。
・奥羽列藩同盟参加藩（２５藩）
仙台・米沢・盛岡・秋田・弘前・二本松・守山・新庄・八戸・棚倉・中村・三春・山形・平・松前・福島・本庄・泉・亀田・湯長谷・下手渡・矢島・一ノ関・上山・天童　
この後、長岡藩他の越後諸藩（６藩）が参加し、会津・庄内を含めて合計３３藩の奥羽越列藩同盟となる。
・建白書、盟約書の内容
同盟は決して鎮撫総督府と全面的に対立するものではなく、総督府内の薩長参謀およびその兵と対立し、その排除を望んでいるもので、同盟と総督府のつながりを示すことによって、同盟の合法性・正統性を主張するものであった。　太政官への提出は宮島誠一郎に委ねられたが、なかなか提出機会が得られず、8月10日になってやっと土佐藩山内容堂経由で岩倉具視の目に触れるところとなったが、時機すでに遅かった。